# Harrisburg (Illinois)
Harrisburg is een plaats (city) in de Amerikaanse staat Illinois, en valt bestuurlijk gezien onder Saline County.

## Demografie
Bij de volkstelling in 2000 werd het aantal inwoners vastgesteld op 9860. In 2006 is het aantal inwoners door het United States Census Bureau geschat op 9573, een daling van 287 (-2,9%).

## Geografie
Volgens het United States Census Bureau beslaat de plaats een oppervlakte van 16,6 km², waarvan 16,2 km² land en 0,4 km² water. Harrisburg ligt op ongeveer 114 m boven zeeniveau.

## Plaatsen in de nabije omgeving
De onderstaande figuur toont nabijgelegen plaatsen in een straal van 20 km rond Harrisburg.